# Yamaha 125 RDX
 (janvier 2017).
Si vous disposez d'ouvrages ou d'articles de référence ou si vous connaissez des sites web de qualité traitant du thème abordé ici, merci de compléter l'article en donnant les références utiles à sa vérifiabilité et en les liant à la section « Notes et références ».
La Yamaha 125 RDX est une moto du constructeur japonais Yamaha de type sportif. Il s'agit d'un bicylindre en ligne 2-temps, dernière héritière de la YAS1 de 1968 avant que Yamaha ne passe sa gamme de 125 sportive en monocylindre à refroidissement liquide.
Le RDX 125 est proposé sur le marché français au printemps 1977. Il arrive après le dernier AS3 de chez Yamaha (RD 125 DX) qui était une moto de transition, la plus puissante de la gamme (17 ch). Le RDX s'adapte à la mode de l'époque (formes carrées) et surtout aux problèmes de consommation d'essence après les deux chocs pétroliers : il consomme moins (6 à 7 L aux 100) grâce à une grande souplesse moteur qui lui permet de reprendre dès 5 000 tr/min. La puissance est en baisse (16,5 ch) mais l'agrément de conduite est incomparable pour un 2-temps. Les premiers modèles 1977 ont les garde-boues peints.
En 1978, Yamaha revient aux pièces chromées. La même année, apparaissent de nouveaux modèles à roues à bâtons, et non plus rayonnées (type 2R6). L'embrayage est changé, mais beaucoup de pièces restent compatibles avec les premiers AS3, RD et RDX 125.
Le 125 RDX s'est vendu en France à près de 50 000 exemplaires. Les résultats en compétition, des publicités bien ciblées, une puissance et une accélération remarquables, un bruit à l'accélération typique d'un bicylindre 2-temps de 125 cm3, un permis A1 accessible à peu de frais, en ont fait une moto particulièrement demandée.
Il reste beaucoup de 125 RDX en circulation, en état neuf, détenus par des collectionneurs ou en cours de restauration. Le prix est en général assez élevé, la moto est devenue un « collector ». De plus, il est encore possible de la conduire avec un permis B, malgré une puissance dépassant largement la législation actuelle.

## Galerie
Modèles similaires :

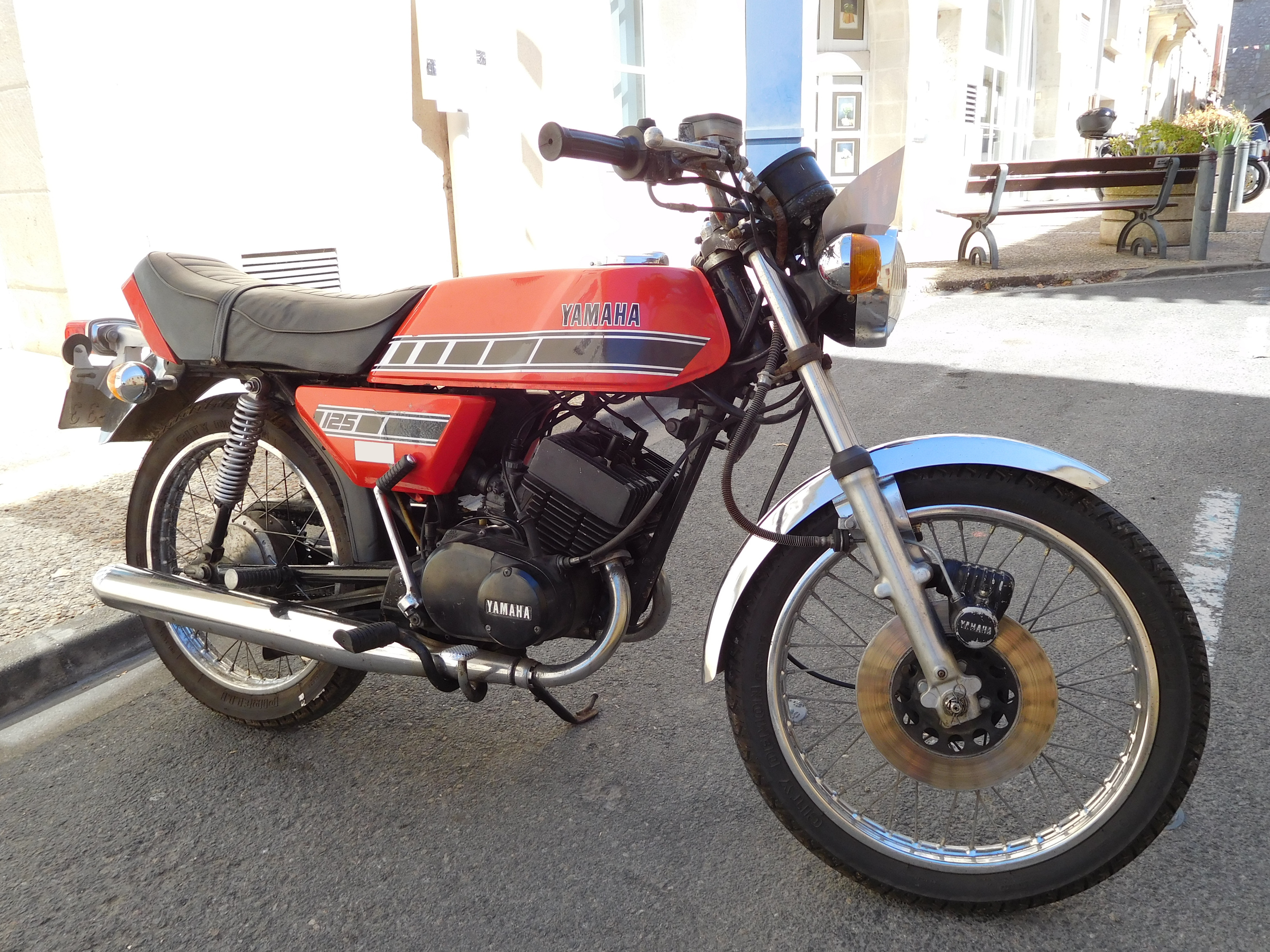
RD 125 DX.
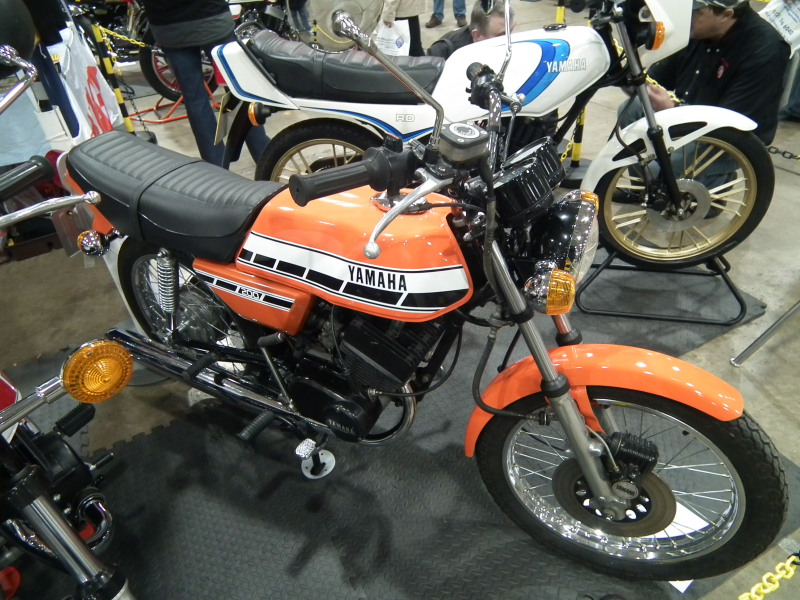
RD 200 DX.
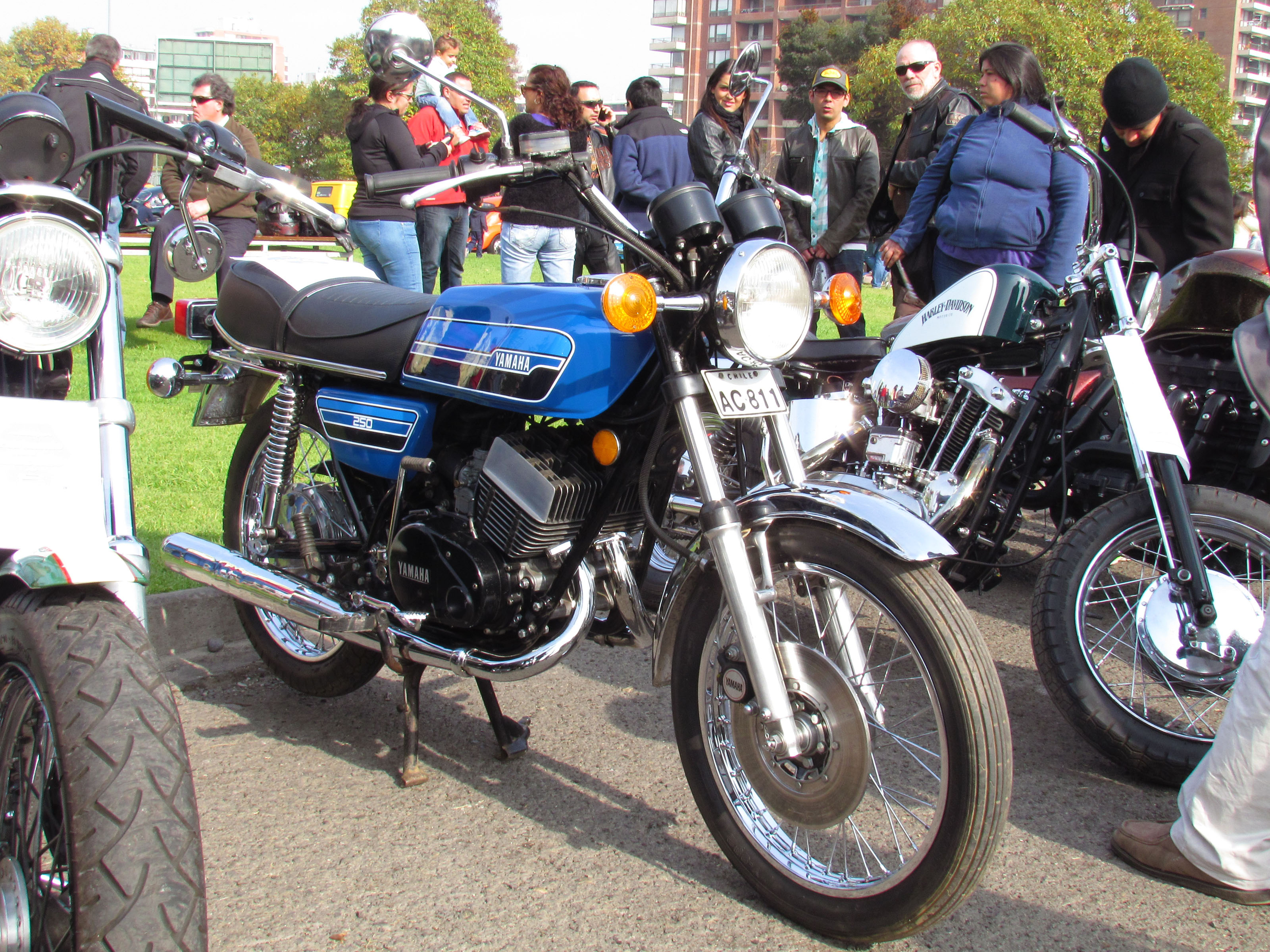
RD 250 de 1976.
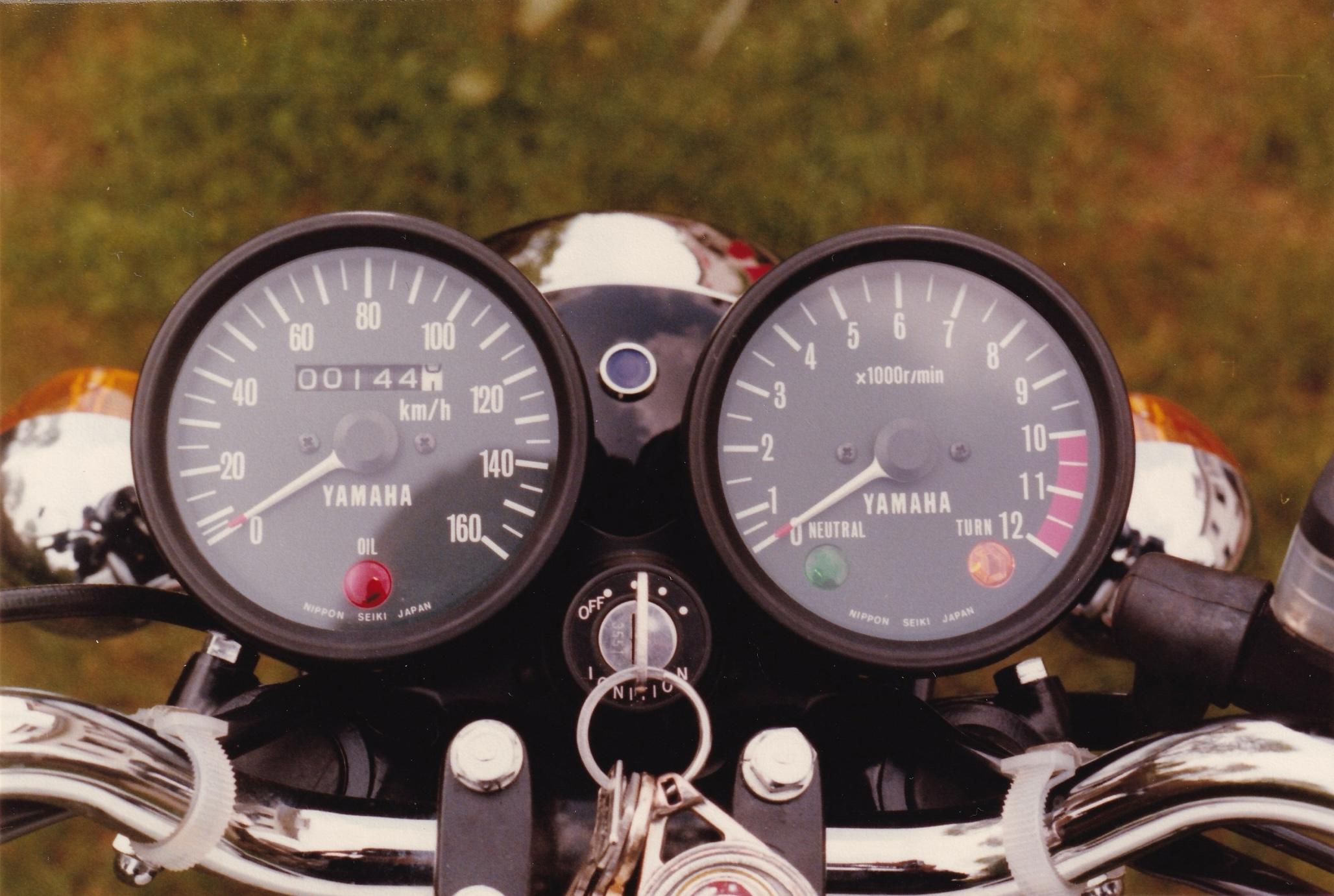
YAMAHA RDX 128 1979 Compteurs
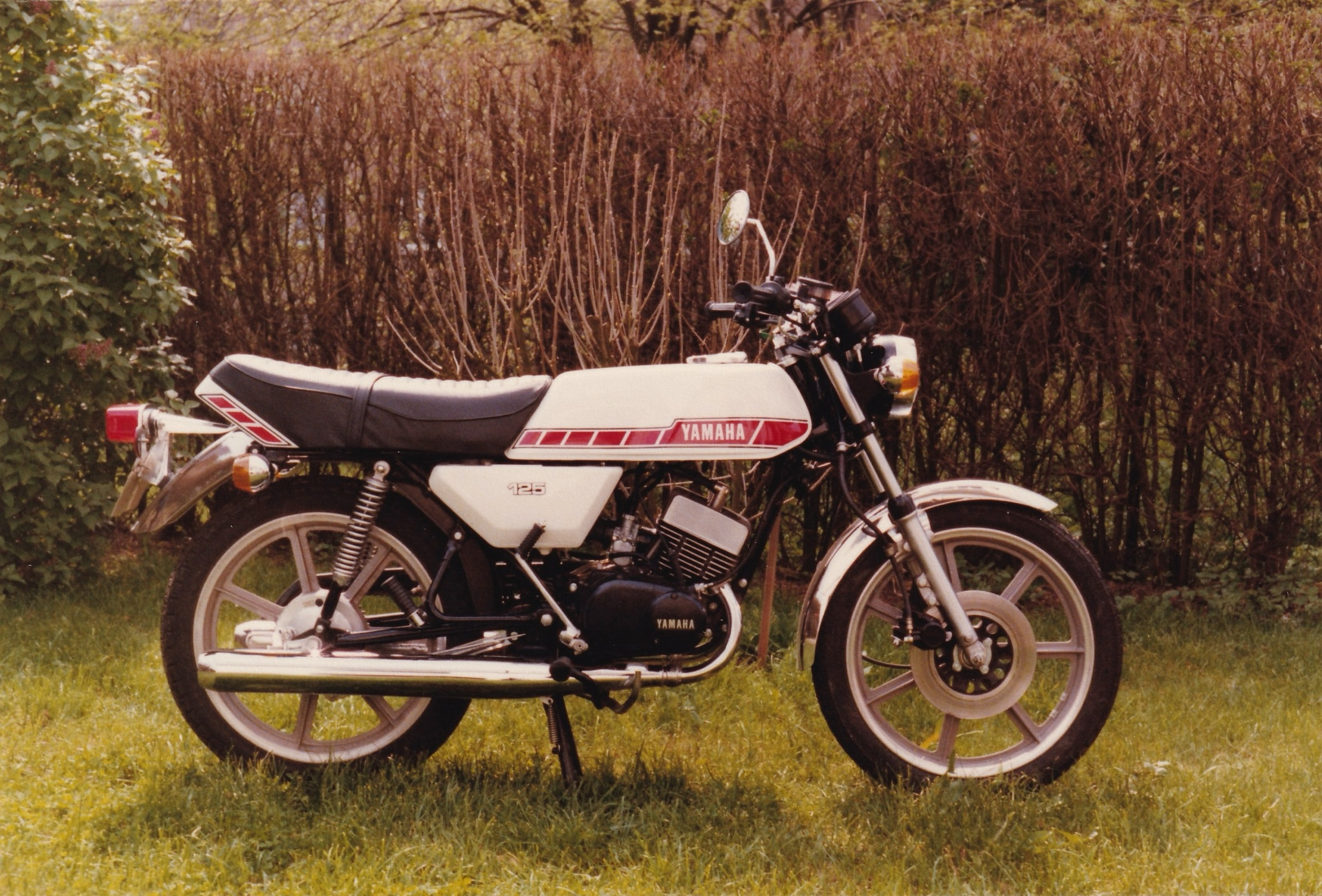
YAMAHA RDX 128 1979 droite
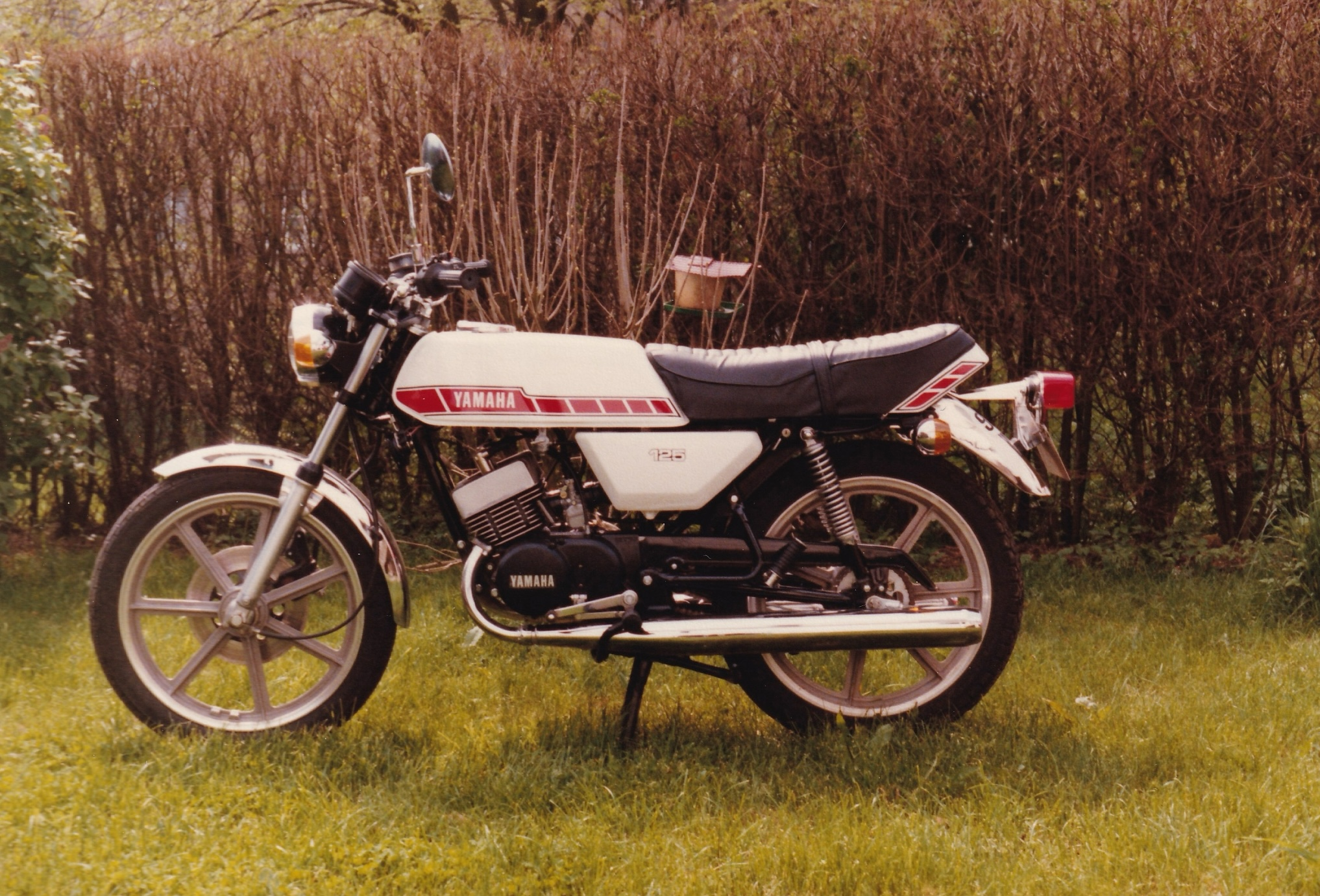
YAMAHA RDX 128 1979 gauche